# Simon Weston
Simon Weston (Caerphilly, 8 agosto 1961) è un attivista, scrittore e militare britannico, reduce della guerra delle Falkland rimasto gravemente ustionato a bordo della RFA Sir Galahad durante un attacco aereo argentino. È diventato popolare soprattutto per la sua carriera di imprenditore delle opere di carità.

## Giovinezza
Simon Weston nasce l'8 agosto 1961 a Caerphilly, nella contea gallese di Glamorgan, e venne allevato da genitori adottivi, da Lofty e Pauline. Suo padre biologico aveva servito nella Royal Air Force come pilota accanto a sua madre. Weston ha una sorella maggiore, Helen, e tre fratellastri.
Trascorse la sua giovinezza viaggiando a Singapore e a Lincoln prima di tornare nel villaggio di Nelson, in Galles, all'età di circa 7 anni. A 14 anni Weston subisce una denuncia cautelativa da parte della polizia dopo essere stato arrestato per furto d'auto da parte dei suoi amici più grandi.
Nel 1978, all'età di 16 anni, decide di arruolarsi volontario nell'Esercito Inglese su insistenza della madre Pauline, venendo assegnato nel 1º Battaglione delle Guardie Gallesi dopo un anno di addestramento base a Pirbright, nel Surrey. Prima di essere spedito nelle Falkland ha prestato servizio in paesi come Irlanda del Nord, Berlino e Kenya.

## La guerra delle Falkland
Il 12 maggio 1982, durante la guerra delle Falkland, Weston, con il grado di caporale, venne imbarcato con il suo reggimento sul transatlantico Queen Elizabeth 2 ormeggiato al porto di Southampton, che li condurrà nel Sud Atlantico.
L'8 giugno, lui e i suoi commilitoni furono in seguito caricati a bordo della nave da sbarco RFA Sir Galahad a Port Pleasant, vicino Fitzroy, quando l'imbarcazione fu attaccata lo stesso giorno da una squadriglia di tre caccia argentini A-4 Skyhawk, provocando conseguentemente un vasto incendio (la nave trasportava munizioni, bombe al fosforo più migliaia di litri di gasolio e benzina). Nell'esplosione che ne seguì, il suo plotone di 30 uomini perse 22 soldati. Le Guardie Gallesi persero in totale 48 militari e 97 feriti a bordo della Sir Galahad.
Weston è sopravvissuto con il 46% di ustioni. A causa di ciò subì circa 96 interventi di chirurgia plastica in 22 anni: la pelle delle spalle fu usata per ricostruire le palpebre e il naso venne ricostruito più tardi con un'operazione specifica utilizzando pelle delle sue natiche. Inoltre alcune parti del cuoio capelluto posteriore vennero rimossi per creare nuovi baffi.

## Vita civile e opere di carità
Tornato in Gran Bretagna, Weston iniziò a soffrire di stress da combattimento, divenne dipendente dall'alcol e contemplò il suicidio con una balestra, spesso consolato da sua madre Pauline per essere aiutato a superare il trauma.
Nel 1985 si congedò con onore dall'esercito e l'anno successivo intraprese il suo primo tour benefico, in Australia, su richiesta della Guards Association of Australasia. Le donazioni che ne risultarono a favore delle unità di recupero per le ustioni dell'infanzia lo fecero di nuovo sentire utile.
Weston divenne presidente di un certo numero di associazioni benefiche che sostengono la vita di persone sfigurate, così come l'ambasciatore capo della The Healing Foundation. Weston fondò anche un ente benefico per la gioventù nazionale britannica, Weston Spirit, nel 1988 con Paul Oginsky e Ben Harrison, poco dopo essersi trasferito a Liverpool. Comunque nel 2008 l'ente soffrì di difficoltà finanziarie e dovette essere chiuso.
Il coraggio e il lavoro caritatevole di Weston sono stati riconosciuti ed onorati varie volte. Nel 1992 gli venne conferito l'Ordine dell'Impero Britannico nella lista dei Queen's Birthday Honours. Nel 2002 venne gli conferita la Freedom of the City di Liverpool. Nel 2004 venne riconosciuto come uno dei 100 maggiori eroi del Galles. Nel 2005 venne nominato membro onorario della Cardiff University. Nel 2006 Weston e il rugbista membro di due leghe (Rugby League and Rugby Union) David Watkins vennero nominati patroni della Wales Rugby League, in una cerimonia tenuta nella Welsh Assembly, l'assemblea legislativa gallese.
Nel 2008 Weston accettò un invito a diventare patrono della The John Thornton Young Achievers Foundation.
Nel settembre 2009 Weston accettò di diventare President Elect del Welsh Scout Council (consiglio gallese-scozzese) e venne formalmente introdotto all'incontro generale annuale del Consiglio a Llandrindod Wells il 31 ottobre 2009.

## Attivismo politico
Weston ha promosso campagne in sostegno di veterani e truppe, e contro le supposte mancanze della classe politica nel sostenere adeguatamente queste categorie. Si è pronunciato contro i tagli del bilancio della difesa e degli equipaggiamenti inadeguati che ha ritenuto venissero forniti alle truppe britanniche, e sulla mancanza di supporto, cure mediche e compensazioni adeguate per i veterani. Il 12 marzo 2007 apparve su ITV News, fornendo la sua opinione sulle cure riservate ai soldati britannici in ospedale. Il 4 marzo 2008, apparve a fianco del leader conservatore David Cameron quando questi annunciò la formazione di una commissione per valutare le modalità di ripristinare la posizione militare, che Cameron affermò essere "veramente compromessa". Weston avrebbe assunto un ruolo imparziale di consulenza nella commissione (presieduta da Frederick Forsyth), con il suo lavoro strettamente focalizzato sulle cure ai veterani e sulla compensazione corrisposta al personale ferito in servizio.

## Televisione e media
Weston è divenuto una nota personalità alla radio e in televisione, specialmente nel Galles; è stato oggetto di alcuni documentari della BBC ed ha presentato il suo personale programma radiofonico "Face for the Radio" su BBC Radio Wales. Inoltre è stato commentatore per numerosi programmi di informazione e documentari televisivi. Il 14 giugno 2007, il venticinquesimo anniversario della fine della guerra delle Falkland, è apparso su vari canali televisivi britannici ricordando la sua esperienza di guerra. È apparso anche in vari programmi come This Is Your Life (apparizione del 7 febbraio 1990; all'età di soli 28 anni era uno dei più giovani ospiti del programma mai apparsi) e più recentemente Who Wants to Be a Millionaire?. Successivamente è comparso in una campagna pubblicitaria da 7 milioni di sterline lanciata nel 2000 per incoraggiare il reclutamento nelle forze di polizia.
Ha scritto varie e vendute autobiografie così come una serie di romanzi. Nel 2003 ha annunciato che era in trattative per fare un film basato sulla sua vita.
Weston è stato l'ispirazione per il titolo dell'album Yes Sir, I Will della band anarco-punk Crass. Dopo il suo ritorno dalle Falkland, incontrò il principe Carlo d'Inghilterra, ed i media hanno riportato la seguente conversazione tra i due:
"Si rimetta presto, " disse il principe. Ed il soldato replicò "sissignore, lo farò. ".
Il batterista e scrittore dei testi dei Crass, Penny Rimbaud, commentando questo, disse "Questo fu l'aggancio. È stata una cosa audace da fare all'epoca. Specialmente visto che si doveva provare compassione per Simon Weston."

## Vita personale
Weston è sposato dal 12 maggio 1990 con Lucy Titherington, da cui ha avuto tre figli: James (nato nel 1991), Stuart (nato nel 1994) e Caitlin (nata nel 1998). Weston e Lucy si erano incontrati a Liverpool l'8 giugno 1989 mentre quest'ultima era volontaria per il Weston Spirit, esattamente sette anni dopo l'attacco alla Sir Galahad. La famiglia risiede tuttora a Cardiff.
Il 3 settembre 2011 suo figlio James lo rende nonno per la prima volta, quando la sua fidanzata Almanita Faye ha dato alla luce il primo figlio Zachary.